# Бегство Наполеона из армии (1812)
Бегство (отъезд) Наполеона из армии в 1812 году — тайный отъезд французского императора из армии (война 1812 года) с избранной свитой. Сдав 5 декабря 1812 года командование маршалу Мюрату, Наполеон ночь с 10 на 11 декабря провёл уже в Варшаве, откуда кратчайшим путём проследовал в Париж.

## Предыстория
20 ноября 1812 года остатки Великой армии выступили из Орши к Борисову. Наполеон намеревался переправиться через Березину у Борисова и далее следовать на Минск. Пробившись к Минску, он «вошёл бы в соприкосновение с войсками корпуса Шварценберга». 22 ноября в местечке Толочин Наполеон получил донесение о занятии Борисова войсками армии Чичагова. Положение Наполеона «стало отчаянным». С севера его войска у Холопеничей теснил Витгенштейн, с востока — Главная армия Кутузова, с юга — армия Чичагова. Однако внезапное обстоятельство изменило ситуацию: командир кавалерийской дивизии Корбино открыл брод около Студенки. Наполеон тотчас принял решение идти на Борисов и переправиться через Березину выше Борисова. Для введения в заблуждение Чичагова были устроены «демонстрации переправ на нескольких пунктах ниже Борисова».
Искусные действия Наполеона, «отсутствие решимости у командующих русскими войсками довести дело до конца» способствовали переправе через Березину самого Наполеона, его свиты и остатков Великой армии.
 Однако, как ни ничтожна была эта горсть своим числом, но она имела большую качественную ценность в последующих войнах Наполеона с коалицией и доставила ему надежные кадры для сформирования новой армии. 

## Путь до Варшавы
Преследование остатков Великой армии было поручено легким отрядам Ланского и Орлова-Денисова. Вслед за отрядами по пятам неприятеля двинулись части армии Чичагова.  Левее — Главная армия Кутузова «с тем, чтобы препятствовать соединению корпуса Шварценберга с остатками Главной французской армии», правее — корпус Витгенштейна с тем, чтобы «пересечь сообщение Главной французской армии с корпусом  Макдональда». Морозы усилились до минус 20 градусов. Наполеон «потерял надежду восстановить порядок в армии»:
 исчезло различие между войсками, отступающими от Москвы и корпусами Удино и Виктора; все части смешались в беспорядочную толпу, в которой нельзя было отличить солдата от офицера. 
5 декабря по прибытии в местечко Сморгонь Наполеон объявил, что намерен оставить армию и возвратиться в Париж. Он приказал Мюрату возглавить армию и держать в тайне свой отъезд  5 - 6 дней. Из Сморгони Наполеон поздно ночью отбыл на Ошмяны. В карете (была поставлена на полозья) находился сам император и Коленкур. На козлах — личный переводчик императора капитан Вонсович и его телохранитель мамлюк Рустам. За каретой — обер-гофмаршал Дюрок и генерал-адъютант Жорж Мутон (граф Лобау). Карету сопровождал кавалерийский конвой. Кроме того, заблаговременно для встречи императора к Ошмянам прибыла дивизия генерала Луазона. Дивизия состояла исключительно из итальянцев и немцев, которые находились «в отчаянном положении», озлобленные выпавшими на их долю страданиями. Солдаты и офицеры 113 тосканского полка этой дивизии решили арестовать Наполеона и выдать русским. Однако смелый замысел не удался из-за нехватки решимости и быстрого отъезда Наполеона.
6 декабря 1812 года Наполеон на подъезде к Вильно приказал миновать город и остановиться на его окраине. 8 декабря его карета с отрядом сопровождения из польских улан пересекла границу Российской империи. С 8 на 9 декабря он имел непродолжительный отдых в городе Августов, следуя на Щучин в сторону Варшавы.
10 декабря Наполеон прибыл в Варшаву, где остановился в отеле «Английский». Там он пригласил к себе несколько польских сановников и своего посла в Герцогстве варшавском аббата Прадта. Наполеон, обращаясь к ним, сказал:
 Я не в силах был бороться с природной стихией. Я потерял всю кавалерию, артиллерию, обозы. Я ошибся, что две недели провел в Москве. Меня обманули. Сказали, что бояре примут мою сторону, и что крестьяне прибегнут ко мне, чтобы выйти из рабства. Все это ложь!
Полякам Наполеон сказал, что «вы сами должны содействовать восстановлению вашего отечества» и заверил, что «к весне я создам новую армию и вернусь в Польшу». Далее он сказал, что ему нужна легкая кавалерия, и приказал набрать в Герцогстве Варшавском 10 000 кавалеристов.

## В Париже
18 декабря 1812 года Наполеон прибыл в Париж. Коленкур, постоянный его спутник в дороге, «говорил о совершенном спокойствии Наполеона в пути, его бодрости, энергии и готовности к дальнейшей борьбе».  Война была для него стихией. Он жил полной жизнью когда «готовился к ней и вел её». Поэтому, основной темой обсуждений была  подготовка к предстоящей войне с русскими, как с технической, так и с дипломатической точек зрения. 
Две задачи для него были первостепенными. Во-первых, необходимо было в кратчайшее время создать новую армию.   Во-вторых, необходимо было добиться нейтралитета Австрии. Первую Наполеон решил быстро: к концу апреля 1813 года собрал во Франции свежую армию. Новая армия насчитывала более 200 тыс. человек. Вторая задача им так и не была решена (см.Плейсвицкое перемирие).